# Eudorylaimus accentuatus
Eudorylaimus accentuatus är en rundmaskart. Eudorylaimus accentuatus ingår i släktet Eudorylaimus och familjen Dorylaimidae. Inga underarter finns listade i Catalogue of Life.